# Streptoprocne rutila
Streptoprocne rutila là một loài chim trong họ Apodidae.